# Самоубиство од стране полицајца
Самоубиство од стране полицајца, такође познато као самоубиство уз помоћ полиције, је метода самоубиства у којој се самоубилачка особа намерно понаша на претећи начин, са намером да провоцира смртоносни одговор службеника јавне безбедности или органа за спровођење закона да окончају сопствени живот.

## Преглед
Постоје две широке категорије „самоубиства од стране полицајца“. Први је када је неко починио злочин и полиција га прогања и када та особа одлучи да би радије умрла него да буде ухапшена. Ови људи можда иначе нису самоубилачки, али једноставно могу одлучити да живот није вредан живљења ако су затворени и тако ће испровоцирати полицију да их убије. Друга верзија укључује људе који су већ раније размишљали о самоубиству и која су одлуче да испровоцирају органе за спровођење закона да их убију. Ове особе могу починити кривично дело са специфичном намером да изазову одговор органа за спровођење закона.
Идеја о самоубиству на овај начин заснована је на обученим процедурама службеника за спровођење закона, конкретно на политици употребе смртоносне силе. У јурисдикцијама у којима су службеници лако способни да примене смртоносну силу, често тако што су опремљени ватреним оружјем, обично постоје одређене околности у којима ће они предвидљиво употребити смртоносну силу против претње себи или другима. Овај облик самоубиства функционише тако што искоришћава ову увежбану реакцију. Најчешћи сценарио је уперивање ватреног оружја у полицајца или недужну особу, од чега би се очекивало да службеник буде испровоциран да пуца на њих. Постоје многе варијанте: на пример, напад ножем или другим ручним оружјем, покушај да се прегази службеник или друга особа аутомобилом, или покушај да се активира стварна или претпостављена експлозивна направа.
Овај концепт зависи од стања духа особе и њене жеље да оконча свој живот, што може бити јако тешко утврдити после смрти. Неки случајеви су очигледни, као што је усмеравање ненапуњеног или нефункционалног пиштоља, као што је играчка, ваздушни пиштољ, ерсофт пиштољ или стартер пиштољ, у полицајце или присуство опроштајног писма. Неки осумњичени дрско најављују своју намеру да умру пре него што почну да делују; међутим, многе случајеве може бити теже утврдити, јер ће неки осумњичени са жељом да умру заправо испаљивати бојеву муницију и чак убијати људе пре него што се сами убију. Многи програми обуке за спровођење закона додали су одељке који се посебно баве решавањем ових ситуација ако полицајци сумњају да их субјект покушава навести на употребу смртоносне силе.

## Историја
Историчари су идентификовали или нагађали да се многи савремени случајеви који претходе формалном признавању овог феномена поклапају са шаблоном који је сада познат као самоубиство од стране полицајца. Према ауторима Марку Линдзију и Дејвиду Лестеру, Хјустон Мекој, један од двојице полицајаца из Остинске полиције који су пуцали и убили Чарлса Витмана, веровао је да је Витман могао да упуца њега и колегу полицајца Рамира Мартинеза, али „он је чекао на њих да га убију“. Смрт Мала Еванса 1976. године, менаџера пута, помоћника и пријатеља бенда Битлса, који је уперио ваздушни пиштољ у полицију и одбио да га спусти, теоретизирана је као могући пример овог феномена. Неки историчари верују да је Ђузепе Зангара, човек који је убио градоначелника Чикага Антона Цермака у могућем покушају убиства тадашњег новоизабраног председника Френклина Д. Рузвелта, можда покушавао да изазове самоубиство од стране полицајца. Алек Минасијан, починилац напада са комбијем у Торонту 2018. године, тврдио је да је пробао извршити самоубиство од стране полицајца када га је полиција ухапсила након његовог напада, тражећи да буде убијен и тврдећи да је био наоружан пиштољем, што се испоставило као лажна изјава.

## Препознавање и истраживање
Феномен је описан у новинским извештајима из 1981. и научним часописима од 1985. Фраза се појављује у насловима вести први пут 1987. Фраза је постала уобичајена тек почетком 2000-их. Чини се да је фраза настала у Сједињеним Државама, али се такође појавила у Великој Британији, где је порота први пут утврдила да је неко умро самоубиством од стране полицајца 2003.
Нека од првих истраживања о самоубиству од стране полицајца је извршио наредник Рик Парент из Полицијске управе Делта. Парентово истраживање указује да је, од 843 пуцњава са полицијом, око 50% било убиство изазвано жртвом. Полиција је дефинисала убиство изазвано жртвом као „инцидент у којем појединац жели самоуништење, па се упушта  у ситуације опасне по живот и криминално понашање како би приморао службенике за спровођење закона да их убију”.
Први службено означен случај „Самоубиство од стране полицајца“ у енглеској правној историји била је пресуда коју је 9. маја 2003. донео велечасни доктор Вилијам Долман док је био лондонски иследник између 1993. и 2007. Пресуда је, као узрок смрти, од тада део енглеског права.
Студија из 2009. у Сједињеним Америчким Државама, од 268 људи који су умрли од самоубиства од стране полицајца открила је следеће:
- 95% су били мушкарци и 5% жене
- средња старост за мушкарце је била 35 година
- 41% мушкараца били су белци, 26% Хиспаноамериканци и 16% Афроамериканци
- 37% мушкараца били су слободни
- 29% мушкараца је имало децу
- 54% мушкараца је било незапослено
- 29% мушкараца није имало становање
- 62% мушкараца је имало потврђену или вероватну историју проблема менталног здравља
- 80% мушкараца је било наоружано – од тога је 60% поседовало ватрено оружје (од чега је 86% било напуњено), а 26% је поседовало ножеве
- 19% је лажно или симулирано поседовање оружја
- 87% појединаца је говорило о самоубиству пре и/или током инцидента
- 36% је било под дејством алкохола.

## Примери
- У масакру у Арамоани, пуцњави која се догодила 13. новембра 1990. на Новом Зеланду, полиција је убила осумњиченог док је излазио из куће пуцајући из кука и вичући "Убијте ме!"[15]
- Дана 5. маја 2005, Пеги Џо Талас, пљачкаш банке, учествовала је у пуцњави док је била наоружана пиштољем играчком.[16]
- У децембру 2008. године, 15-годишњег Тајлера Касидија су упуцала и убила три полицајца Викторије након што им је запретио са два велика ножа и наредио им да га упуцају.[17]
- Током марта 2011. године, чилеанског бизнисмена и организованог криминала Итала Нолија је полиција упуцала и убила након што је убио двојицу истражних полицијских детектива и ранио још петорицу. Он је супрузи и сину раније изјавио да верује да би смрт у полицијској пуцњави била "достојанствена" и да се "неће вратити у затвор".[18]
- Мајрон Меј, 31-годишњи мушкарац који је веровао да је био жртва тајног електронског узнемиравања владе на линији тајних програма америчке владе Ем-Кеј Ултра и КОИНТЕЛПРО из доба Хладног рата, умро је 20. новембра 2014. године након што је своје намере снимио на касету.[19]
- Дана 4. јануара 2015, 32-годишњи мушкарац из Сан Франциска, Метју Хофман, извео је сукоб са полицијом на паркингу станице СФПД. Када је махнуо пиштољем, двојица полицајаца су га пуцала укупно три пута. Оставио је поруку полицајцима на свом мобилном телефону, рекавши: „Нисте учинили ништа лоше. Окончали сте живот човека који је био превелика кукавица да то сам уради... Провоцирао сам те. Угрозио сам ти живот као и животе оних око мене“.[20]
- У јуну 2015. године, 21-годишњи Трепјер Хамонс, познати гангстер са историјом кршења оружја, објавио је на Фејсбуку своју намеру да умре самоубиством од стране полицајца, истог дана када је против њега пријављен сексуални преступ. Позвао је 9-1-1 и пријавио да је видео човека како се неуредно понаша са пиштољем. Затим је више пута пуцао у полицајца који је одговарао, смртно га ранивши. Следећи полицајац који је стигао на лице места је упуцао Хамонса. И Хамонс и рањени полицајац су касније умрли у болници.[21]
- Дана 22. октобра 2015, Антон Лундин Питерсон, починилац убода ножем у школи Троллхетн, написао је поруку свом онлајн пријатељу сат времена пре напада, у којој каже: „Надам се да ти јебени полицајци циљају право, јер ја заиста не желим да преживим моје дивљање.". Такође је написао да је очекивао да ће бити мртав за један или два сата и да је мрзео себе. Питерсон је имао историју менталне болести, а књига о нападу са интервјуима многих људи око њега наводи да је "током периода пре напада, колебао се између неколико опција; да тражи стручну помоћ, да се убије „нормално“ или да нападне људе око себе да би погинуо.“[22]
- Дана 28. маја 2017., човек у Мисисипију осумњичен за убиство седам чланова своје породице и полицајца рекао је новинару да је пуцањем на полицију „Моја намера била самоубиство од стране полицајца. Нисам способан да живим. Не после онога што сам урадио."[23]
- Дана 15. септембра 2017, 15-годишњи дечак из Вирџиније, Рубен Урбина, позвао је полицију и два пута је упуцан након што је полицајцу запретио пајсером. Након што је позвао хитну помоћ, претио је бомбом, таоцима, ножевима и пушкама, од којих ништа није било стварно. „Позвао сам полицију“, „да ме убију“.[24]
- Америчка глумица Ванеса Маркез је 30. августа 2018. молила полицајце да је убију док је уперила реплику пиштоља у њих. Полицајци нису знали да је пиштољ реплика, што је резултирало њеном смрћу.[25][26]

## У књижевној фикцији
У роману Убити птицу ругалицу, Том Робинсон, очајни црнац који је затворен због силовања које није починио, погођен је 17 пута и убијен док је покушавао да побегне из затвора пред затворским чуварима.
У роману Аутсајдери, Далас Винстон, малолетни преступник, уперио је ненапуњен пиштољ у полицајце са намером да га упуцају; након тога је убијен.